# ネクベト

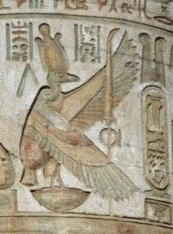
ハゲワシの姿のネクベト。

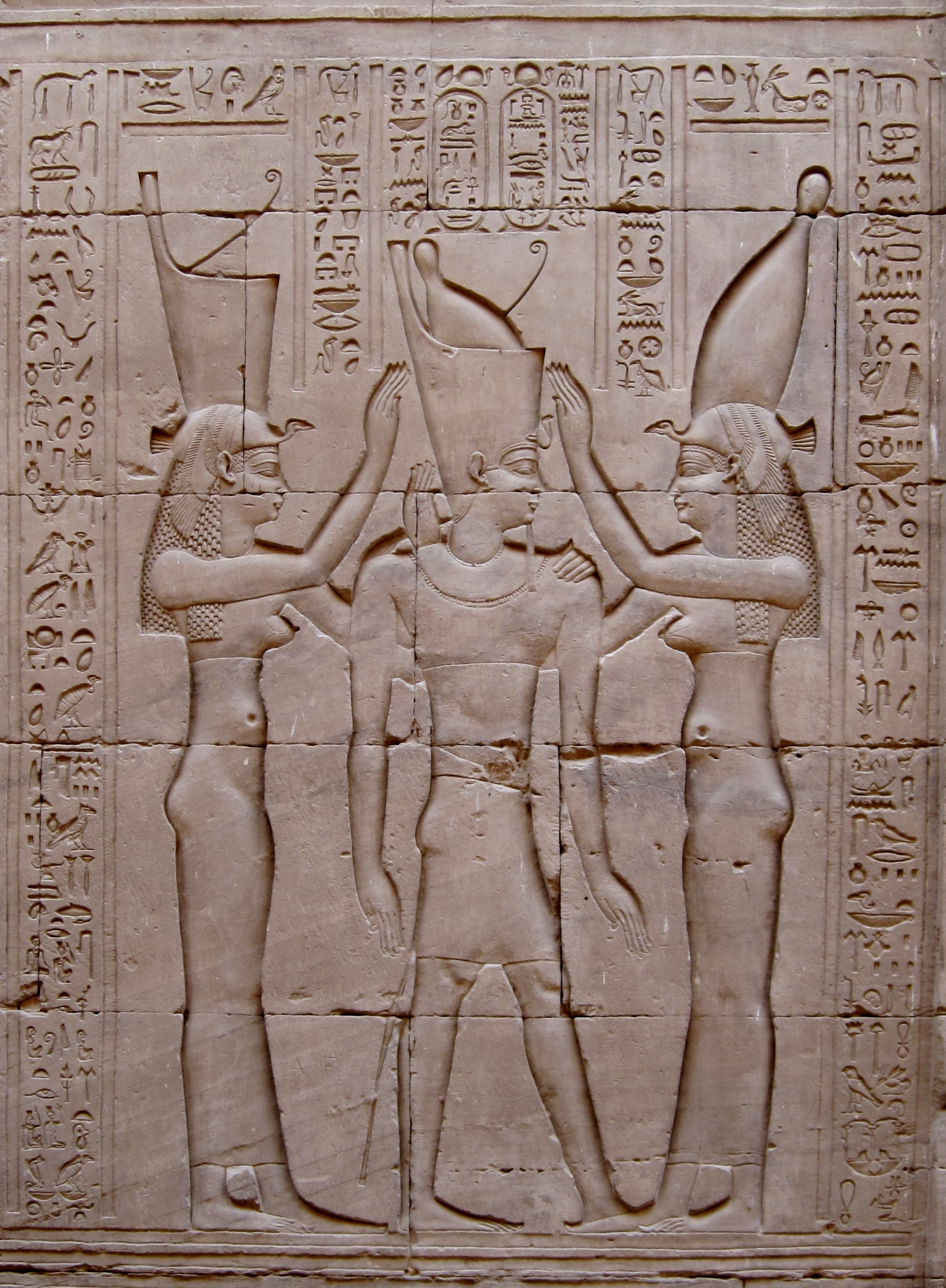
ファラオに二重冠（プスケント）を授ける、白い王冠（ヘジェト）をかぶったネクベト（右側）と、赤い王冠（デシュレト）を被ったウアジェト（左側）。

ネクベト（Nekhbet）はエジプト神話に登場する女神。

## 概要
上エジプトの守護神であり下エジプトを守護するウアジェトと共にファラオの守護者、王権の象徴とされた。この時、ウアジェトが太陽、ネクベトが月を象徴した。
女性あるいは、上エジプトの白い王冠を被ったハゲワシの姿で描かれる。ファラオの守護者として描かれる場合は、翼をファラオの上に広げ、ファラオの環または、髪を掴んだ姿でも表現される。
ネクベト崇拝の中心都市は、ネケブ（現在のエル＝カブ）であった。ネケブは、ホルスの崇拝の中心であったネケンとナイル川を挟んで対岸にありエジプト先史時代において2つの都市は、上エジプトの首都として機能していた。ネクベトの重要性は、ホルスの隆盛とともに高まることとなった。

## 神話
ネクベトは、ラーの右眼あるいは、ラーの娘と呼ばれた。またネクベトは、アビドスの腹ばいの犬もしくは狼の姿をした神ケンティ・アメンティウの妻ともみなされた。
古代エジプトにおいて貧しい人々の死体は、砂漠に投げ入れられハゲワシの餌となっていたことがネクベトを葬祭の神であるケンティ・アメンティウに結びつけたと考えられる。
ケンティ・アメンティウがオシリスと習合されるとネクベトもオシリスにも結びつくこととなった。オシリス信仰においてネクベトは、オシリスの豊穣の面と結び付けられ、ナイル川の神ハピの妻とみなされた。このことからネクベトは、母なる女神、出産の神と考えられ、ハトホルとも同一視された。またテーベのハゲワシ姿の女神であるムトと混同されることもあった。さらにテフネトとも同一視された。